# Лёвен, Фридрих фон
Фридрих фон Лёвен (нем. Friedrich von Löwen; 1654, Шведская Эстляндия — 1744, Таллин, Российская империя) — государственный деятель Российской империи, землевладелец, губернатор Ревельской губернии с 1730 по 1735 годы.

## Биография

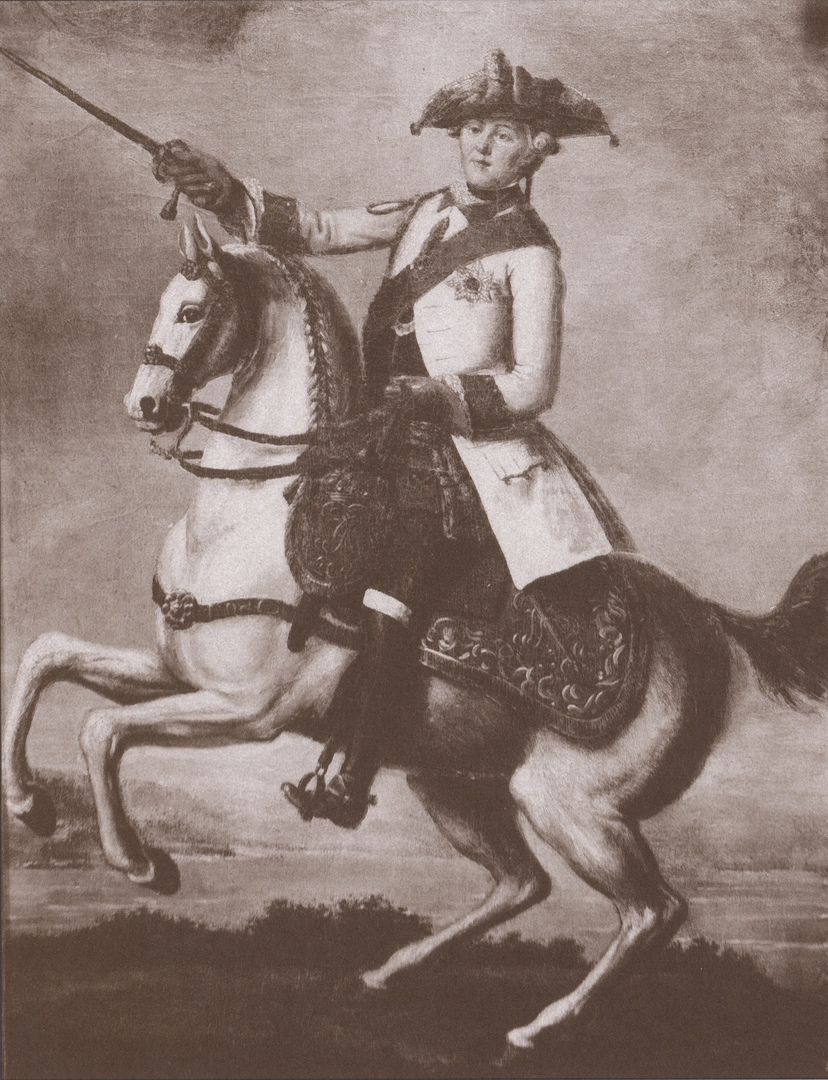
Портрет работы неизвестного художника, XVIII в.

Фридрих фон Лёвен родился 5 июля 1654 года в дедовском замке Лоде. Родителями Фридриха были Георг Иоганн фон Лёвен и Барбара Доротея фон Ферзен.
15 июня 1679 года он женился на дочери барона Магнуса Нирода и Елены Хорн, Кристине Елизавете, до 1674 года бывшей замужем за А. Б. Шрапфером. Сводным братом Кристины был Магнус Вильгельм фон Нирод, сдавший Ревель русским в 1710 году. С 1680 по 1690 годы у них родилось 8 детей.
Фон Лёвен стал первым ревельским вице-губернатором и занимал этот пост с 1711 по 1730 годы при генерал-губернаторах Александре Меншикове (1710—1723) и Фёдоре Апраксине (1723—1728). После упразднения должности генерал-губернатора стал первым ревельским губернатором и занимал этот пост с 1730 по 1735 годы.
Во время своего правления фон Лёвен построил летнюю усадьбу Лёвенру на территории современного микрорайона Таллина Лиллекюла. Вокруг мызы был разбит обширный парк, который сохранился до настоящего времени, являясь достопримечательностью города и природоохранным объектом.
Умер 9 июля 1744 года в Ревеле.